# 侯达·穆塔纳
侯达·穆塔纳（Hoda Muthana，1994年10月28日—）是一名在美国哈肯萨克出生的也门妇女，她的父亲是也门的外交官。穆萨娜在阿拉巴马州胡佛长大。她于2014年11月从美国移民出境至叙利亚並加入伊斯兰国。她于2019年1月向在叙利亚与伊斯兰国作战的联军投降。2019年11月，一名美國联邦法官裁定她不具有美国公民身份，導致她無法返回美国。2021年，华盛顿特区巡回上诉法院维持了地方法院的判决，裁定穆萨纳不是美国公民。 2022年，美国最高法院駁回了她的上诉。